# 韓成南
韓 成南 (はん そんなん、한성남、Sung Nam HAN、1980年-)は、日本の映像作家、オーディオ・ヴィジュアル・アーティスト、演出家である。在日コリアン3世。シングル・チャンネル、ブルーバックによるキーイングを使った映像インスタレーション、AR 写真と映像作品、アートパフォーマンスや青をテーマにした作品を制作する作家である。海の中の美術館館長、Interdisciplinary Art Festival Tokyo (2014年-)、Interdisciplinary Art Project Kobe (2019年-)、Art in Country of Tokyo (2019年-)の代表。

## 受賞
- マリックビル・コンテンポラリー・アートプライズ受賞（2007）
- ソウル国際ニューメディアフェスティバル・メディア・アーティスト賞（2007）
- イメージフォーラム・フェスティバル・優秀賞（2018）

## 審査員歴
- nemaf 2024 第24回ソウル国際オルタナティブ・シネマ＆メディア芸術祭（2024）
- VIDEOFORMES 2024 第39回国際ハイブリッド＆デジタルアート・フェスティバル（2024）
- EXiS 2023 第20回ソウル国際実験映画祭（2023）